# جنيفر بيج
جنيفر بيج (بالإنجليزية: Jennifer Paige)‏ هي مغنية وملحنة وموسيقية أمريكية، ولدت في 3 سبتمبر 1973 في ماريتا في الولايات المتحدة.

## وصلات خارجية
- الموقع الرسمي
- جنيفر بيج على موقع IMDb (الإنجليزية)
- جنيفر بيج على موقع ميوزك برينز (الإنجليزية)
- جنيفر بيج على موقع أول ميوزيك (الإنجليزية)
- جنيفر بيج على موقع ديسكوغز (الإنجليزية)